# パナマ地峡

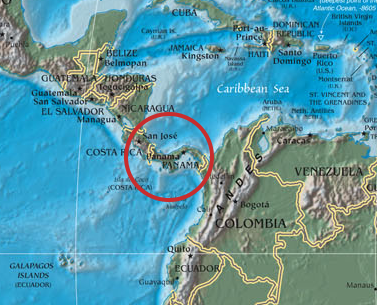
パナマ地峡

パナマ地峡（パナマちきょう、西: Istmo de Panamá、英: Isthmus of Panama）は、中央アメリカのカリブ海と太平洋との間、パナマ中部にあり、南北両アメリカ大陸を結ぶ帯状の地峡。およそ300万年前の鮮新世に形成されたことで、アメリカ大陸間大交差を起こした。パナマ共和国やパナマ運河がある狭い陸地で、幅はわずか64キロメートル。最狭部はサンブラス地峡。他の多くの地峡と同様、戦略的に重要なポイントである。

## 歴史
バスコ・ヌーニェス・デ・バルボアがカリブ海沿岸を航行している際、原住民から「南の海」（太平洋）の話を聞いたことから、1513年9月25日、彼は太平洋を発見した。1519年、太平洋沿いの小規模な原住民の居住区の近くに、パナマの町が創設された。ペルー発見の後、町は重要な貿易港として発展し、地域の行政上の中心地となった。1671年、ウェールズ人の海賊ヘンリー・モーガンがカリブ海からパナマ地峡を横断し、パナマの町を破壊した。その結果、町は西に数キロ離れた小さな半島上に移転した。パナマの旧市街であるPanama la Vieja地区の遺跡は、近年ユネスコの世界遺産に登録された。
ペルー副王領の金、銀が地峡を横断してポルトベロに輸送され、そこでインディアス艦隊に積み込まれ、スペイン本土のセビリアおよび1707年からはカディスにも運ばれた。
1680年から1684年の間、ライオネル・ウェハ (Lionel Wafer) は原住民のクナ族 (Cuna) と生活を共にした。
1698年、スコットランドがダリエン計画 (Darien scheme) により、居住区の建設を試みた。

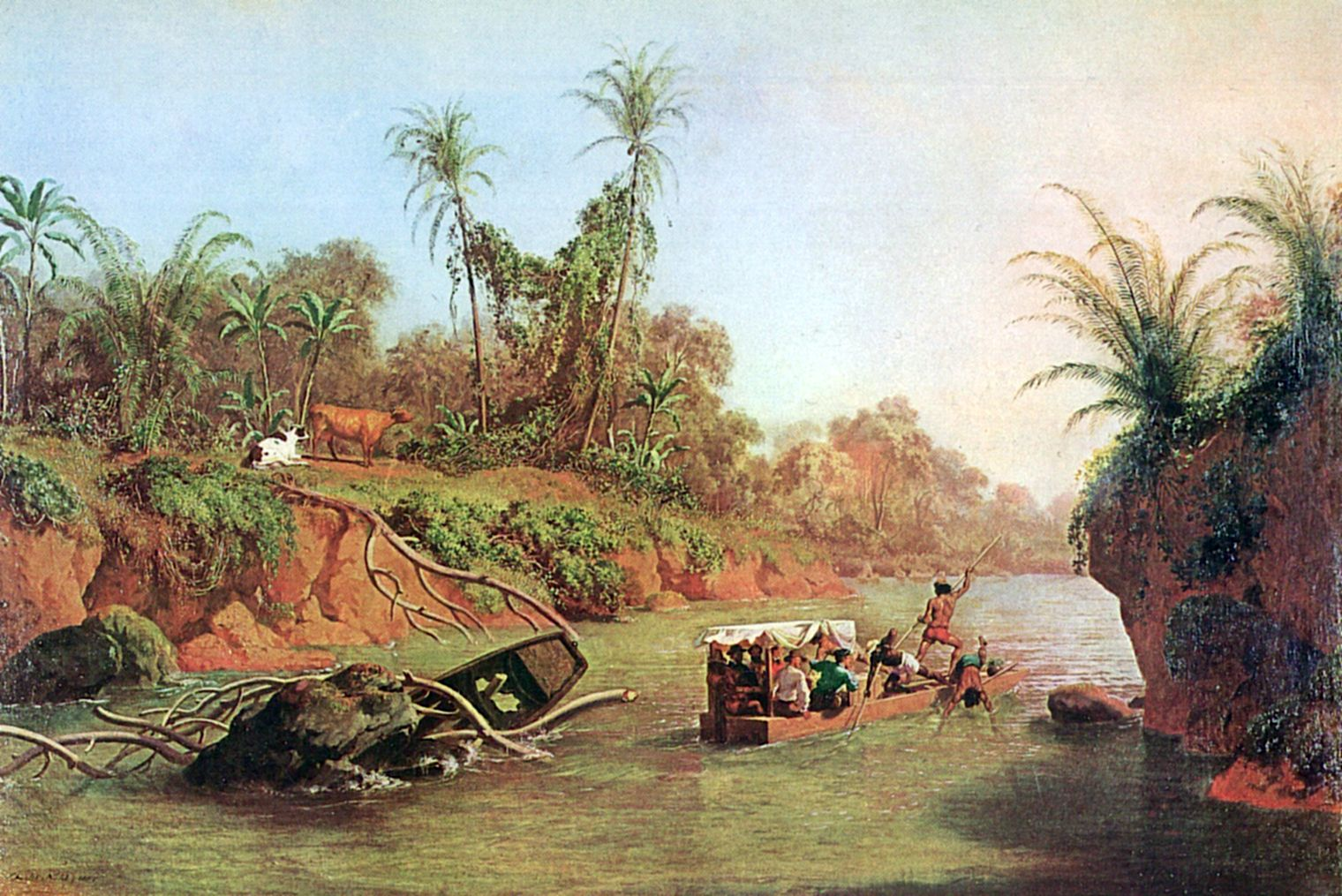
1850年にドイツからアメリカに移住した画家のチャールズ・クリスチャン・ナールが描いたパナマ地峡のチャグレス川 を船で行く人々

1849年に始まったカリフォルニアのゴールドラッシュで、大西洋から太平洋に向かう人の数が増した。アメリカ東部の港から金を捜し求める人を乗せた蒸気船がやって来て、初期には徒歩や馬で、後にはパナマ地峡鉄道で地峡を渡った。太平洋側に到着すると、彼らはパシフィック・メール社 (Pacific Mail Steamship Company) の船に乗り込み、サンフランシスコへと向かった。
1880年、スエズ運河を建設したフェルディナン・ド・レセップスがパナマ運河会社 (Panama Canal Company) を立ち上げたが、1889年に破綻し、パナマ運河疑獄事件へと発展した。